# سركندري (مقاطعة فارياب)
سركندري (بالفارسية: موتور سرکندی حور) هي مستوطنة تقع في البلدة المركزية في إيران. يقدر عدد سكانها بـ 1,002 نسمة .